# Тачури
Пестрогорлые тачури (лат. Polystictus) — род воробьиных птиц из семейства Тиранновые.

## Список видов
- Узкохвостый пестрогорлый тачури, Бородатый колумбийский тачури Polystictus pectoralis (Vieillot, 1817)
- Сероспинный пестрогорлый тачури Polystictus superciliaris (Wied-Neuwied, 1831)